# کولا (مانیسا)
کولا (به ترکی استانبولی: Kula) یک منطقهٔ مسکونی در ترکیه است که در استان مانیسا واقع شده‌است. کولا ۶۶۵ متر بالاتر از سطح دریا واقع شده‌است.